# زیبایی درون (فیلم ۲۰۱۵)
زیبایی درون (کره‌ای: 뷰티 인사이드; لاتین‌نویسی اصلاح‌شده: Byuti Insaideu) یک فیلم کمدی رمانتیک محصول کره جنوبی سال ۲۰۱۵ بر پایهٔ فیلم آمریکایی زیبایی درون سال ۲۰۱۲، در مورد زن بازیگر است که هر هر روز در یک بدن بیدار می‌شود و هان هیو جو در آن به ایفای نقش می‌پردازد. این اولین فیلم بلند کارگردان بک جونگ یول پس از کارگردانی تبلیغات تلویزیونی است.

## بازیگران
- هان هیو جو در نقش یی سو[۱۳][۱۴]
- یو یون-سوک در نقش وو جین
- کیم ده-میونگ در نقش وو جین
- دو جی-هان در نقش وو جین
- به سونگ-وو در نقش وو جین
- چون یونگ-وون در نقش وو جین
- پارک شین هه در نقش وو جین
- لی بوم-سو در نقش وو جین
- پارک سو جون در نقش وو جین
- کیم سانگ هو در نقش وو جین
- چون وو-هی در نقش وو جین
- جوری اوئنو در نقش وو جین
- لی جه-جون در نقش وو جین
- کیم مین-جه در نقش وو جین
- لی هیون-وو در نقش وو جین
- جو دال-هوان در نقش وو جین
- لی جین-ووک در نقش وو جین
- هونگ دا-می در نقش وو جین
- سو کانگ جون در نقش وو جین
- کیم هی-وون در نقش وو جین
- لی دونگ-ووک در نقش وو جین
- گو آه-سونگ در نقش وو جین
- کیم جو-هیوک در نقش وو جین
- لی دونگ-هوی در نقش سانگ بک
- مون-سوک در نقش مادر وو جین
- لی گیونگ-یونگ در نقش پدر وو جین
- لی می-دو در نقش هونگ اون سو
- لی سونگ-چان در نقش وو جین
- کوان گی-ها در نقش وو جین
- چوی یونگ-مین در نقش پدر یی سو
- شین دونگ-می در نقش رئیس دپارتمان
- کیم شی-اون در نقش مادر وو جین در گذشته
- کیم روک-کیونگ در نقش وو جین ۵۲
- کبم گوانگ-سوپ در نقش وو جین ۸۶
- پارگ گون-روک در نقش وو جین ۴۴
- یون-هوان در نقش وو جین ۱۹
- کیم یون-هی در نقش وو جین ۳۹
- سون سونگ-چان در نقش وو جین ۷۷
- پارک مین-سو در نقش وو جین ۸۰
- جانگ ای-سو در نقش وو جین ۱۰۶

## انتشار بین‌المللی
زیبایی درون حقوق توزیع خود را در بازار فیلم کن به یازده کشور آسیایی از جمله زاپن، هنگ کنگ، ماکائو، تایوان، سنگاپور، مالزی اندونزی، برونئی و فیلیپین فروخته‌است.